# Teatri greci antichi
Questa è una lista dei teatri greci antichi in base alla località.

## Grecia
Attica e Atene 
| Immagine | Nome                 | Località                 | Nascita |
| -------- | -------------------- | ------------------------ | ------- |
|          | Teatro di Dioniso    | Atene                    |         |
|          | Odeo di Erode Attico | Atene                    |         |
|          | Teatro di Oropo      | Oropos, Attica Orientale |         |
|          | Teatro di Zea        | Il Pireo                 |         |
|          | Teatro di Torico     | Attica Orientale         |         |
|          | Teatro di Aegina     | Attica                   |         |
|          | Teatro di Ramno      | Attica Orientale         |         |

Grecia centrale e Eubea
| Immagine | Nome               | Località                   | Nascita |
| -------- | ------------------ | -------------------------- | ------- |
|          | Teatro di Ceronea  | Ceronea, Beozia            |         |
|          | Teatro di Orcomeno | Orcomeno, Beozia           |         |
|          | Teatro di Delfi    | Focide                     |         |
|          | Teatro di Strato   | Strato, Etolia-Acarnania   |         |
|          | Teatro di Oiniades | Oiniades, Etolia-Acarnania |         |
|          | Teatro di Eretria  | Eretria, Eubea             |         |
|          | Teatro di Tebe     | Tebe                       |         |

Tessaglia e Epiro
| Immagine | Nome               | Località         |
| -------- | ------------------ | ---------------- |
|          | Teatro di Larissa  | Larissa          |
|          | Teatro di Dodona   | Dodona, Giannina |
|          | Teatro di Ambracia | Ambracia, Arta   |
|          |                    |                  |

- Teatro di Demetrias, Volos
- Teatro di Cassope, Preveza
- Teatro di Gitanae, Thesprotia

Macedonia e Tracia
| Immagine | Nome | Località |
| -------- | ---- | -------- |
|          |      |          |
|          |      |          |
|          |      |          |

- Teatro di Dion, Pieria
- Teatro di Mieza, Imathia
- Teatro di Amphipolis, Serres
- Teatro di Abdera, Xanthi
- Teatro di Vergina (Aigai), Imathia
- Teatro di Olynthus, Chalcidice
- Teatro di Philippi, Kavala
- Teatro di Maroneia, Rhodope

Peloponneso
| Immagine | Nome                      | Località          |
| -------- | ------------------------- | ----------------- |
|          | Teatro di Aigeira         | Aigeira           |
|          | Teatro di Corinto         | Corinto, Corinzia |
|          | Teatro di Argo            | Argo, Argolide    |
|          | Teatro antico di Epidauro | Epidauro          |

- Teatro di Megalopolis, Arcadia
- Teatro di Elis, Elis
- Teatro di Giteo, Laconia
- Teatro di Isthmia, Corinthia
- Teatro di Mantinea, Arcadia
- Teatro di Messene (Ithome), Messenia
- Teatro di Orchomenos, Arcadia
- Teatro di Sicyon, Corinthia
- Teatro di Sparta, Laconia

## Isole Egee
| Immagine | Nome | Località |
| -------- | ---- | -------- |
|          |      |          |
|          |      |          |
|          |      |          |

- Teatro di Delos, Cicladi
- Teatro di Milos, Cicladi
- Teatro di Rodi, Dodecaneso
- Teatro di Mytilene, Lesbo
- Teatro di Hephaistia, Lemnos
- Teatro di Samothrace
- Teatro di Thasos
- Teatro di Thera, Cicladi
- Odeon di Kos, Dodecaneso

## Magna Grecia
| Immagine | Nome                                            | Località                 |
| -------- | ----------------------------------------------- | ------------------------ |
|          | Teatro di Locri                                 | Locri                    |
|          | Teatro greco-romano di Marina di Gioiosa Ionica | Marina di Gioiosa Ionica |
|          | Bouleuterion di Reggio Calabria                 | Reggio Calabria          |

- Teatro di Metaponto, Basilicata

## Cipro
| Immagine | Nome | Località |
| -------- | ---- | -------- |
|          |      |          |
|          |      |          |
|          |      |          |

- Teatro di Soli, Soli
- Teatro di Salamis, Salamis
- Teatro di Kourion, Kourion
- Odeon Amphitheatre, Paphos

## Sicilia
| Immagine | Nome                        | Località          |
| -------- | --------------------------- | ----------------- |
|          | Teatro di Agrigento         |                   |
|          | Teatro di Catania           |                   |
|          | Teatro di Palazzolo Acreide | Palazzolo Acreide |
|          | Teatro di Segesta           |                   |
|          | Teatro di Siracusa          |                   |
|          | Teatro di Taormina          |                   |

## Asia Minore e Ionia (Turchia)
| Immagine | Nome | Località |
| -------- | ---- | -------- |
|          |      |          |
|          |      |          |
|          |      |          |

- Teatro di Aigai (Aeolis), Provincia di Manisa
- Teatro di Alexandria Troas, Provincia di Çanakkale
- Teatro di Antiphellus, Kaş, Provincia di Antalya
- Teatro di Aphrodisias, Geyre, Provincia di Aydın
- Teatro di Arycanda, Provincia di Antalya
- Teatro di Aspendos, Provincia di Antalya
- Teatro di Assos, Provincia di Çanakkale
- Teatro di Ephesus, Provincia di İzmir
- Teatro di Alicarnasso, Bodrum, Provincia di Muğla
- Teatro di Hierapolis, Provincia di Denizli
- Teatro di Knidos, Datça Peninsula, Provincia di Muğla
- Teatro di Cyme (Aeolis), Provincia di İzmir
- Teatro di Laodicea, Provincia di Denizli
- Teatro di Letoon, Provincia di Antalya
- Teatro di Miletus, Provincia di Aydın
- Teatro di Myrina, Provincia di İzmir
- Teatro di Pergamon, Provincia di İzmir
- Teatro di Phocaea, Provincia di İzmir
- Teatro di Pinara, Provincia di Muğla
- Teatro di Pitane (Aeolis), Provincia di İzmir
- Teatro di Priene, Provincia di Aydın
- Teatro di Sardis, Provincia di Manisa
- Teatro di Side, Provincia di Antalya
- Teatro di Termessos, Provincia di Antalya
- Teatro di Telmessus, Fethiye, Provincia di Muğla
- Teatro di Troy, Provincia di Çanakkale